# Eleccions a les Corts de Castella i Lleó de 1983
Les eleccions a les Corts de Castella i Lleó de 1983 es van celebrar el diumenge 8 de maig, d'acord amb el decret de convocatòria disposat el 9 de març de 1983 i publicat al Butlletí Oficial de Castella i Lleó el dia 10 de març. Es van elegir els 84 diputats de la i legislatura de les Corts de Castella i Lleó a través d'un sistema proporcional amb llistes tancades repartides a 9 circumscripcions provincials.

## Resultats
Quatre candidatures van obtenir representació: el Partit Socialista Obrer Espanyol va obtenir 42 escons, la candidatura de la coalició Aliança Popular-Partit Demòcrata Popular-Unió Liberal (AP-PDP-UL) en va obtenir 39, la del Centre Democràtic i Social (CDS) 2, i la del Partit Demòcrata Liberal (PDL) 1. Els resultats complets es detallen a continuació:
Vots
| Candidatura                      | Candidatura                      | Àvila   | Burgos                                  | Lleó   | Palència | Salamanca | Segòvia | Soria | Valladolid | Zamora | Total | % |  |  |  |
| -------------------------------- | -------------------------------- | ------- | --------------------------------------- | ------ | -------- | --------- | ------- | ----- | ---------- | ------ | ----- | - |  |  |  |
| Candidatura                      | Candidatura                      |         | Partit Socialista Obrer Espanyol (PSOE) | 32.741 |          |           |         |       |            |        |       | % |  |  |  |
|                                  | Coalició AP-PDP-UL               | 43.164  |                                         |        |          |           |         |       |            |        |       |   |  |  |  |
|                                  | Centre Democràtic i Social (CDS) | 24.366  |                                         |        |          |           |         |       |            |        |       |   |  |  |  |
|                                  | Partit Demòcrata Liberal (PDL)   |         |                                         |        |          |           |         |       |            |        |       |   |  |  |  |
| Partit Comunista d'Espanya (PCE) | Partit Comunista d'Espanya (PCE) | 3.344   |                                         |        |          |           |         |       |            |        |       |   |  |  |  |
|                                  |                                  |         |                                         |        |          |           |         |       |            |        |       |   |  |  |  |
| Vots en blanc                    | Vots en blanc                    | 788     |                                         |        |          |           |         |       |            |        |       |   |  |  |  |
| Vots vàlids                      | Vots vàlids                      | 103.615 |                                         |        |          |           |         |       |            |        |       |   |  |  |  |
| Vots nuls                        | Vots nuls                        | 1.386   |                                         |        |          |           |         |       |            |        |       |   |  |  |  |
| Votants                          | Votants                          | 105.789 |                                         |        |          |           |         |       |            |        |       |   |  |  |  |
| Electors                         | Electors                         | 138.655 |                                         |        |          |           |         |       |            |        |       |   |  |  |  |

Escons
| Candidatura                      | Candidatura                      | Àvila | Burgos                                  | Lleó | Palència | Salamanca | Segòvia | Soria | Valladolid | Zamora | Total |   |    |
| -------------------------------- | -------------------------------- | ----- | --------------------------------------- | ---- | -------- | --------- | ------- | ----- | ---------- | ------ | ----- | - | -- |
| Candidatura                      | Candidatura                      |       | Partit Socialista Obrer Espanyol (PSOE) | 2    | 4        | 9         | 3       | 6     | 3          | 2      | 9     | 4 | 42 |
|                                  | Coalició AP-PDP-UL               | 3     | 6                                       | 6    | 4        | 5         | 3       | 3     | 5          | 4      | 39    |   |    |
|                                  | Centre Democràtic i Social (CDS) | 2     | 0                                       | 0    | 0        | 0         | 0       | 0     | 0          | 0      | 2     |   |    |
|                                  | Partit Demòcrata Liberal (PDL)   | 0     | 1                                       | 0    | 0        | 0         | 0       | 0     | 0          | 0      | 1     |   |    |
| Partit Comunista d'Espanya (PCE) | Partit Comunista d'Espanya (PCE) | 0     | 0                                       | 0    | 0        | 0         | 0       | 0     | 0          | 0      | 0     |   |    |

## Diputats escollits
Relació de diputats proclamats electes.
| No.        | Nom                               | Llista | Llista    |
| ---------- | --------------------------------- | ------ | --------- |
| Àvila      |                                   |        |           |
| 1          | Vicente Bosque Hita               |        | AP-PDP-UL |
| 2          | Juan Antonio Lorenzo Martin       |        | PSOE      |
| 3          | Daniel de Fernando Alonso         |        | CDS       |
| 4          | Francisco Senovilla Callejo       |        | AP-PDP-UL |
| 5          | Gregorio García Antonio           |        | PSOE      |
| 6          | Ricardo Saborit Martínez          |        | AP-PDP-UL |
| 7          | Juan Manuel Bernández Hernández   |        | CDS       |
| Burgos     |                                   |        |           |
| 1          | Fernando Redondo Berdugo          |        | AP-PDP-UL |
| 2          | Octavio Granado Martinez          |        | PSOE      |
| 3          | Juan Carlos Elorza Guinea         |        | AP-PDP-UL |
| 4          | Daniel de la Iglesia Gil          |        | PSOE      |
| 5          | Álvaro Renedo Sedano              |        | AP-PDP-UL |
| 6          | Julián Simón de la Torre          |        | PSOE      |
| 7          | Manuel Junco Petrement            |        | AP-PDP-UL |
| 8          | Leopoldo Quevedo Rojo             |        | PSOE      |
| 9          | Juan Carlos Aparicio Pérez        |        | AP-PDP-UL |
| 10         | Francisco Montoya Ramos           |        | PDL       |
| 10         | Luis Leivar Cámara                |        | AP-PDP-UL |
| Lleó       |                                   |        |           |
| 1          | Celso López Gavela                |        | PSOE      |
| 2          | José Eguiagaray Martínez          |        | AP-PDP-UL |
| 3          | Gregorio Pérez de Lera            |        | PSOE      |
| 4          | Victoriano Simón Ricart           |        | AP-PDP-UL |
| 5          | Manuel López Rodríguez            |        | PSOE      |
| 6          | Gerardo García Machado            |        | PSOE      |
| 7          | Alfonso Prieto Prieto             |        | AP-PDP-UL |
| 8          | Manuel Cabezas Esteban            |        | PSOE      |
| 9          | Alfredo Marcos Oteruelo           |        | AP-PDP-UL |
| 10         | Juan Fernández Vacas              |        | PSOE      |
| 12         | Santiago Cordero de la Cruz       |        | AP-PDP-UL |
| 13         | Virgilio Buiza Diez               |        | PSOE      |
| 14         | Antonio Natal Álvarez             |        | PSOE      |
| 15         | Saturnino Celso Ares Martín       |        | AP-PDP-UL |
| 16         | Concepción Puente González        |        | PSOE      |
| Palència   |                                   |        |           |
| 1          | Antonio Enrique Martín Beaumont   |        | AP-PDP-UL |
| 2          | Laurentino Fernández Merino       |        | PSOE      |
| 3          | Antonio Luis Criado Escribano     |        | AP-PDP-UL |
| 4          | José Luis Varillas Asenjo         |        | PSOE      |
| 5          | José Luis Alonso Almodóvar        |        | AP-PDP-UL |
| 6          | José Maíso González               |        | PSOE      |
| 7          | Fidel Fernández Merino            |        | AP-PDP-UL |
| Salamanca  |                                   |        |           |
|            | Jesús Málaga Guerrero             |        | PSOE      |
|            | Fernando Gil Nieto                |        | AP-PDP-UL |
|            | Juan Belén Cela Martín            |        | PSOE      |
|            | Julio Rodríguez Villanueva        |        | AP-PDP-UL |
|            | José Luis González Marcos         |        | PSOE      |
|            | Manuel Estella Hoyos              |        | AP-PDP-UL |
|            | José Castro Rabadán               |        | PSOE      |
|            | José Nieto Noya                   |        | AP-PDP-UL |
|            | Pascual Sánchez Íñigo             |        | PSOE      |
|            | Vicente Jiménéz Dávila            |        | AP-PDP-UL |
|            | Andrés Sainz Muñoz                |        | PSOE      |
| Segòvia    |                                   |        |           |
| 1          | Pedro Antonio Hernández Escorial  |        | AP-PDP-UL |
| 2          | Isalas Herrero Sanz               |        | PSOE      |
| 3          | Atilano Soto Rábanos              |        | AP-PDP-UL |
| 4          | Jesús Santiago Bravo Solana       |        | PSOE      |
| 5          | Agapito Torrego Cuerdo            |        | AP-PDP-UL |
| 6          | Ángel Fernando Gargía Cantalejo   |        | PSOE      |
| Soria      |                                   |        |           |
| 1          | José Angel Villaverde Cabezudo    |        | AP-PDP-UL |
| 2          | Lorenzo Lorenzo Lerma             |        | PSOE      |
| 3          | Jesús María Posada Moreno         |        | AP-PDP-UL |
| 4          | Juan Ignacio de Blas Guerrero     |        | PSOE      |
| 5          | Francisco José Alonso Rodríguez   |        | AP-PDP-UL |
| Valladolid |                                   |        |           |
| 1          | José Constantino Nalda García     |        | PSOE      |
| 2          | Santiago López Valdivielso        |        | AP-PDP-UL |
| 3          | Tomás Manuel Rodríguez Bolaños    |        | PSOE      |
| 4          | Dionisio Llamazares Fernández     |        | PSOE      |
| 5          | José Luis Sainz García            |        | AP-PDP-UL |
| 6          | Jesús Quijano González            |        | PSOE      |
| 7          | Manuel Fuentes Hernández          |        | AP-PDP-UL |
| 8          | Fernando Valdés Dal-Ré            |        | PSOE      |
| 9          | Francisco Javier Paniagua Íñiguez |        | PSOE      |
| 10         | Pablo Félix Caballero Montoya     |        | AP-PDP-UL |
| 11         | María del Rosario Peñalva Araujo  |        | PSOE      |
| 12         | Marcelo Morchón González          |        | AP-PDP-UL |
| 13         | Fernando Tomillo Guirao           |        | PSOE      |
| 14         | Francisco Javier Vela Santamaría  |        | PSOE      |
| Zamora     |                                   |        |           |
| 1          | Demetrio Madrid López             |        | PSOE      |
| 2          | Francisco Javier Carbajo Otero    |        | AP-PDP-UL |
| 3          | Jesús Pedrero Alonso              |        | PSOE      |
| 4          | Juan Seisdedos Robles             |        | AP-PDP-UL |
| 5          | Emilio Bruña Holguín              |        | PSOE      |
| 6          | Serafín Olea Losa                 |        | AP-PDP-UL |
| 7          | Francisco López Chillón           |        | PSOE      |
| 8          | Modesto Alonso Pelayo             |        | AP-PDP-UL |